# Athesans-Étroitefontaine
Athesans-Étroitefontaine is een gemeente in het Franse departement Haute-Saône (regio Bourgogne-Franche-Comté) en telt 671 inwoners (2011). De plaats maakt deel uit van het arrondissement Lure.

## Geografie
De oppervlakte van Athesans-Étroitefontaine bedraagt 13,0 km², de bevolkingsdichtheid is 51,6 inwoners per km².
De onderstaande kaart toont de ligging van Athesans-Étroitefontaine met de belangrijkste infrastructuur en aangrenzende gemeenten.

## Demografie
Onderstaande figuur toont het verloop van het inwonertal (bron: INSEE-tellingen).

1. ↑  Populations de référence 2022.